# Kritisk punkt
Kritisk punkt er det tilstandspunkt (kombination af tilstandsvariabler) for et stof hvor væske- og gasfaserne går sammen i en fase. Dette punkt har kritisk temperatur, kritisk tryk og kritisk tæthed. Under kritisk tryk har stoffet distinkte væske- og gas-faser. Over kritisk tryk har stoffet tætfase.
Eksempel på brug af dette er i naturgasindustrien, hvor man søger at holde trykket i rørledninger over kritisk tryk for gassen så man undgår tofase-strøm (med blanding af gas og væske).
| Fysik | Spire Denne artikel om fysik er en spire som bør udbygges. Du er velkommen til at hjælpe Wikipedia ved at udvide den. |

| Kemi | Spire Denne artikel om kemi er en spire som bør udbygges. Du er velkommen til at hjælpe Wikipedia ved at udvide den. |